# 大牟礼南島
大牟礼 南島（おおむれ なんとう、1876年 - 1935年）は、日本の洋画家。大牟礼 南塘とも表記される。本名・時艾（ときはる）。鹿児島洋画壇の祖といわれている。

## 人物
種子島の現西之表市出身。中学造士館卒業後、大阪を経て上京し、東京美術学校西洋画科に入学。黒田清輝に師事し、1900年に卒業して鹿児島県に戻る。鹿児島市の西本願寺前にアトリエを開設。アトリエで公開制作をしたり、春田屋呉服店のショーウインドウに大きなロマン主義美人画を飾ったりと衆目を集め、また確認しうる鹿児島最古の洋画団体「青蛙会」を結成した。
1911年から1930年の約20年間にわたり鹿児島県立第二鹿児島中学校 (旧制)で美術教員を務め、多くの後進を育成した。鹿児島二中での主な教え子に谷口午二、安達真太郎、安藤照、八島太郎（岩松淳、旧名：岩松惇）、小倉静三、坂元盛愛、加藤久幹（旧名：島津久幹）、黒田清文・黒田清徳兄弟、佐川源治（旧名：迫田鉄次郎）らがいる。二中では日常的な奇行が有名で、頭でっかちのため「ビンタさあ」というあだ名がついていた。晩年は西洋画だけでなく水墨画もよくした。

## 作品
- 西郷隆盛の肖像画がよく知られている。これは、西郷没後五十年祭にあたり依頼されたもので、西郷隆盛の風貌を研究し、孫で鹿児島二中卒の西郷隆治をモデルにしたと言われている。東郷平八郎や西郷家の親類にもよく似ていると好評だった。
- 「桜島大爆発図」は三色刷絵はがきになって全国で販売された。